# Джеймі Фейк
Джеймі Фейк (англ. Jamie Feick, нар. 3 липня 1974, Лексінгтон, Огайо, США) — американський професійний баскетболіст, що грав на позиції центрового за низку команд НБА.

## Ігрова кар'єра
Починав грати у баскетбол у команді старшої школи Лексінтонської старшої школи (Лексінгтон, Огайо). У її складі вигравав чемпіонат штату. На університетському рівні грав за команду Мічиган Стейт (1992–1996).
Професійну кар'єру розпочав 1996 року виступами у складі команди «Оклахома Сіті Кавалрі» з КБА, за яку відіграв один сезон.
1996 року був обраний у другому раунді драфту НБА під загальним 48-м номером командою «Філадельфія Севенті-Сіксерс». Проте виступи в НБА розпочав 1997 року виступами за «Шарлотт Горнетс», захищав кольори команди із Шарлотта протягом одного неповного сезону.
Того ж року перейшов до складу «Сан-Антоніо Сперс», після чого змінив ще кілька клубів в одному сезоні, серед яких іспанська «Малага» та «Мілвокі Бакс», за яку він відіграв 2 сезони.
Останньою ж командою в кар'єрі гравця стала «Нью-Джерсі Нетс», до складу якої він приєднався 1999 року і за яку відіграв 4 сезони.

## Статистика виступів в НБА

### Регулярний сезон
| Сезон             | Команда             | GP  | GS | MPG  | FG%  | 3P%   | FT%  | RPG  | APG | SPG | BPG | PPG |
| ----------------- | ------------------- | --- | -- | ---- | ---- | ----- | ---- | ---- | --- | --- | --- | --- |
| 1996–1997         | «Шарлотт Горнетс»   | 3   | 0  | 3.3  | .500 | 1.000 | .000 | 1.0  | 0.0 | 0.0 | 0.3 | 1.7 |
| 1996–1997         | «Сан-Антоніо Сперс» | 38  | 0  | 16.2 | .353 | .308  | .523 | 5.6  | 0.7 | 0.4 | 0.3 | 3.8 |
| 1997–1998         | «Мілвокі Бакс»      | 45  | 2  | 10.0 | .433 | .308  | .488 | 2.8  | 0.4 | 0.6 | 0.4 | 2.3 |
| 1998–1999         | «Мілвокі Бакс»      | 2   | 0  | 1.5  | .000 | .000  | .000 | 1.0  | 0.0 | 0.0 | 0.0 | 0.0 |
| 1998–1999         | «Нью-Джерсі Нетс»   | 26  | 16 | 32.7 | .504 | .000  | .717 | 11.0 | 0.9 | 1.0 | 0.7 | 6.8 |
| 1999–2000         | «Нью-Джерсі Нетс»   | 81  | 17 | 27.7 | .428 | 1.000 | .707 | 9.3  | 0.8 | 0.5 | 0.5 | 5.7 |
| 2000–2001         | «Нью-Джерсі Нетс»   | 6   | 0  | 24.8 | .348 | .000  | .500 | 9.3  | 0.8 | 1.3 | 0.5 | 3.7 |
| Усього за кар'єру | Усього за кар'єру   | 201 | 35 | 21.5 | .424 | .400  | .629 | 7.1  | 0.7 | 0.6 | 0.4 | 4.5 |